# Хааваканну
Ха́аваканну (эст. Haavakannu), также Ха́ваканну  — деревня на севере Эстонии в волости Куусалу, уезд Харьюмаа.

## География и описание
Расположена в 22 километрах к востоку от Таллина. Расстояние до волостного центра — посёлка Куусалу — 8 км. Высота над уровнем моря — 42 метра. 
Климат — умеренный. Официальный язык — эстонский. Почтовый индекс — 74628.

## Население
По данным переписи населения 2021 года, в Хааваканну проживали 16 человек, все — эстонцы.
Численность населения деревни Хааваканну:
| Год  | 2000 | 2011 | 2021 |
| ---- | ---- | ---- | ---- |
| Чел. | 4    | ↗ 10 | ↗ 16 |

## История
Изначально — отдельный хутор, затем корчма Ааваканна (эст. Aavakanna kõrts). Во второй половине XIX века относилась к волости Кодасоо, после её упразднения в 1891 году — к волости Йыэляхтме (нем. Йегелехт). Ныне — в составе волости Куусалу. В списках 1920—1940-х годов числилась деревней, затем вошла в состав деревни Кодасоо; официально восстановлена в 1997 году. 
В 2015 году жители деревни и её окрестностей протестовали против добычи торфа финской компанией, после этого в 2016 году постановлением министерства охраны окружающей среды вокруг деревни была создана природоохранная зона.

## Известные уроженцы
- Вильбасте, Густав Йоханнесович (1885—1967) — эстонский ботаник, доктор философии по ботанике и географии.

## Происхождение топонима
Топоним состоит из двух эстонских слов: ′haab′ («осина») + ′känd ~ kand′ («пень»).